# New grass
New grass  est un disque de Albert Ayler enregistré les 5 et 6 septembre 1968 sur le label impulse.

## Musiciens
- Albert Ayler
- Call Cobbs (piano)
- Bill Folwell (contrebasse électrique)
- Pretty Purdie (batterie)
- Burt Collins (trompette)
- Joe Newman (trompette)
- Seldon Powell (Tenor, flûte)
- Buddy Lucas (sax baryton)
- Garnett Brown (trombone)

## Titres
1. Message from Albert - New grass(Albert Ayler, Bert DeCoteaux)
2. New generation (Albert Ayler, Rose Mary McCoy, Mary Parks)
3. Sun watcher (Albert Ayler)
4. New ghosts (Albert Ayler, Mary Parks)
5. Heart love (Albert Ayler, Mary Parks)
6. Everybody's movin' (Albert Ayler, Rose Mary McCoy, Mary Parks)
7. Free at last (Albert Ayler, Rose Mary McCoy, Mary Parks)